# Елизабета Гонзага
Елизабета Гонзага (на италиански: Elisabetta Gonzaga; * 9 февруари 1471, Мантуа, Маркграфство Мантуа; † 28 януари 1526, Урбино, Херцогство Урбино) от рода Гонзага, маркграфове на Мантуа, е една от най-известните жени на Италианския ренесанс. Чрез брак е херцогиня на Урбино от 1489 г.
Два пъти е прогонвана от Херцогство Урбино: от Чезаре Борджия през 1502 г. и от Лоренцо II де Медичи през 1516 г.
Придружава Лукреция Борджия по време на пътуване до Ферара, където дъщерята на папата трябва да се омъжи за Алфонсо I д’Есте. Тя също е приятелка и довереница на Изабела д’Есте, съпруга на брат ѝ Франческо II.

## Произход
Тя е четвъртото дете на Федерико I Гонзага (* 1441, † 1484), маркграф на Мантуа, и на съпругата му Маргарета Баварска (* 1442, † 1479) от фамилията Вителсбахи. Нейни дядо и баба по бащина линия са маркграф Лудовико III Гонзага и Барбара фон Бранденбург от рода Хоенцолерн, а по майчина – херцог Албрехт III от херцогство Бавария-Мюнхен и съпругата му Агнес от Брауншвайг-Грубенхаген-Айнбек. Има трима братя и две сестри:
- Клара (* 1464, † 1503), графиня на Монпансие като съпруга на Жилбер дьо Бурбон-Монпансие
- Франческо II (* 1466, † 1519), 4-ти маркграф на Мантуа, съпруг на Изабела д’Есте
- Сиджизмондо (* 1469, † 1523), кардинал от 1505, епископ на Мантуа от 1511
- Мадалена (* 1472, † 1490), господарка на Пезаро и на Градара като съпруга на Джовани Сфорца
- Джовани (* 1474, † 1525), маркграф на Весковато и родоначалник на кадетския клон Гонзага ди Весковато, съпруг на Лаура Бентивольо

## Биография

### Ранни години и годеж
Елизабета живее с братята и сестрите си в двореца Порто Мантовано в Мантуа и именно там през 1483 г. те са посетени от Лоренцо Великолепни. Учители на Елизабета и на сестра ѝ Мадалена – твърде малки, за да бъдат приети в училището на Джовани Марио Филелфо, са първо Кристофоро де Франки, а след това Коломбино Веронезе (с чието име е свързано мантуанското издание на „Божествена комедия“).
Рано осиротява напълно и от 1484 г. расте при големия си брат Франческо II, новия херцог на Мантуа, женен за Изабела д’Есте.
На 29 август 1486 г. се сгодява за Гуидобалдо да Монтефелтро, херцог на Урбино. Франческо II Гонзага и Пиетро Беланти да Сиена подписват брачния договор: на булката е определена зестра от 27 хил. дуката. Гуидубалдо идва инкогнито в Мантуа, за да я види, но тогава тя е тежко болна.

### Брак, брачен живот и приятелство с Изабела д'Есте
На 1 февруари 1488 г. от Мантуа за Урбино тръгва сватбеното шествие на Елизабета, чиято раздяла с роднините ѝ е болезнена. То пристига в Урбино на 8 февруари, а на 9 влиза тържествено в града. В понеделник, 11 февруари, се омъжва за херцог Гуидобалдо да Монтефелтро. Празненствата продължават много дни, в последователност от театрални представления, танци, гастрономически изложения.
Въздухът на Урбино не е добър за лошото здраве на Елизабета и спомага да се засили носталгията ѝ по Мантуа. Нейното настойчиво настояване убеждава херцога да ѝ остави придворния Бенедето Калилупи до декември. Към края на март 1488 г. херцогът и Отавиано дели Убалдини я водят във Фосомброне. Въпреки вниманието и подаръците на Елизабета ѝ е трудно да свикне с новия си живот. Тя поисква близкия ѝ придворен Силвестро Каландра да бъде изпратен от Мантуа при нея, което става в средата на април и той остава при нея до края на юни 1488 г. Каландра се ползва с пълното ѝ доверие и може да действа като посредник в деликатните отношения на интереси с новите от 1489 г. роднини. Бракът ѝ обаче е бездетен поради импотентността на съпруга ѝ.
От април до юни 1488 г. Елизабета и Гуидубалдо са в Кали и в Губио, чийто въздух е добър за здравето ѝ. В края на април те се завръщат в Урбино за лятото. Елизабета прекарва есента и част от зимата във Фосомброне; тя се връща в Урбино през януари за сватбата на сестрата на съпруга ѝ Аниезина.
През юни 1489 г. брат ѝ ѝ изпраща певеца Гаспар Сицилиански, за да я разсее: музиката е едно от любимите изкуства на Елизабета и самата тя пее и свири. Джан Кристофоро Романо, музикант и скулптор, лютнистът Джанмария Джудео и Дж. А. Тестагроса остават в нейния двор.
На 28 октомври 1489 г. Елизабета е в Пезаро за брака на сестра си Мадалена с Джовани Сфорца, но когато се връща в Урбино, здравословното ѝ състояние отново се влошава. Тя се подобрява и заминава със съпруга си за Мантуа за сватбата на брат ѝ Франческо II с Изабела д’Есте на 12 февруари 1490 г. Тя остава там и след заминаването на съпруга си и между нея и Изабела се заражда дългогодишно приятелство. Заедно през март те отиват на езерото Гарда и когато се връща в Урбино през юни, херцогинята е напълно възстановена. На 8 август 1490 г. при раждане умира сестра ѝ Мадалена, което води до влошаване на здравето на Елизабета и през есента тя отива на бани във Фосомброне.
През 1492 г. Елизабета има здравословни проблеми и през май отива на бани във Витербо. По пътя, в Губио, тя е посетена от Херцога на Ферара. През август мъжът ѝ се разболява и Елизабета е принудена да отложи планираното си пътуване до Мантуа. През януари 1493 г. е в Порета и най-накрая през март успява да замине за Мантуа. Изабела д’Есте я посреща в Ревере и Елизабета е в Мантуа на 19 март.
През януари 1494 г., напълно възстановена и придружена от съпруга си, тя се завръща от Мантуа в Урбино. Среща се с приятелката си Изабела през март, когато последната е на път за Лорето. Херцозите на Урбино я приютяват десет дни в Губио и след това я отвеждат на малки етапи в Урбино. Когато Изабела тръгва на 25 април, Елизабета понася тежко раздялата.
През 1494 г., докато съпругът ѝ е на война, Елизабета управлява държавата с подкрепата на Отавиано дели Убалдини. През май 1495 г. тя изпраща на брат си Франческо II художника Адриано Фиорентино (Адриано де Маестри), скулптор и медалист, поет импровизатор и свирещ на лира, когото тя високо уважава.
През ноември 1495 г. тя и съпругът ѝ са в Мантуа, за да отпразнуват Франческо II Гонзага като победител на френската армия при Форново, и остават там до средата на февруари.
През октомври 1496 г., докато Гуидубалдо отсъства и тя все още държи регентство на държавата, Елизабета се среща с Изабела д'Есте във Фано, на път за Неапол. През декември тя отново е в Мантуа и научава, че съпругът ѝ Гуидубалдо е паднал в плен на Орсини. Елизабета побързва да изпрати посланик при папа Борджия с молба да работи за освобождаването му. Тя привлича интереса на други принцове и започва да продава скъпоценности, сребърни прибори и вещи, за да събере 40 000 дуката за откупа. Гуидубалдо е освободен през април 1497 г. Елизабета след това напуска Мантуа и се присъединява към него в Урбино.
През август 1498 г. и отново през декември 1499 г. в двора ѝ пребивава поетът Серафино Чиминели от Акуила: посвещението, което той ѝ прави на второто издание на своите творби, е знак за симпатията, която съществува между него и Елизабета. Въпреки това други поети, които гравитират около двора на Урбино, също демонстрират своето възхищение към нея и ѝ посвещават стихове и сборници със стихове: Панфило Сасо, Каритео, Филипо Скиафенати, Марко Розилин, Джовани Муцарели, Джовани Филотео Акилини, Винченцо Коли, известен като Калмета и особено ценен от нея.
Познанството на Елизабета с поета Бернардо Аколти датира от 1502 г.: в писмо от същата година поетът признава, че е влюбен в нея и според Пиетро Бембо любовта му би трябвало да датира отпреди 1500 г., когато я вижда за първи път при едно от честите си посещения в Урбино.

#### Приятелство с Винченцо Калмета
Елизабета е културна жена и е покровителка на художници и писатели. Сред тях тя предпочита известния поет Винченцо Калмета, който емигрира в Урбино след смъртта на херцогинята на Милано Беатриче д’Есте, на която е секретар, и след френското завладяване на Миланското херцогство. През 1507 г. Елизабета многократно го препоръчва на брат си Франческо II Гонзага, без да подозира яростната му омраза към него. Франческо моли сестра си да не му споменава за Винченцо, дори и по погрешка. Според историка Алесандро Луцио това се дължи на факта, че още преди 1502 г. Винченцо се е хвалил с благоволението, предоставено му от Изабела д’Есте, съпруга на Франческо II. Според Стивън Колски омразата на маркиза не произтича от ревност, а напротив, от защита на съпругата и сестра му, които са били оклеветени от Винченцо. След тържествата във Ферара за сватбата на Лукреция Борджия с Алфонсо I д’Есте е разпространено писмо, идващо от Римската академия и насочено към двете жени, в което маркиза Изабела е описана като алчна и небрежна чревоугодница която, въпреки че вече не е толкова млада, се облича така, че искаше да изглежда като момиче. Говори се, че авторът е самият Винченцо, но той многократно заявявава, че няма навик да клевети другите, а хуманистът и писател Марио Екуикола по-скоро смята за автор Марио Бонавентура, който е искал да злепостави Винченцо. Между другото не би могло да се обясни по друг начин как въпреки омразата на брат си Елизабета винаги запазва най-искреното си приятелство с Винченцо. Това дори я скарва с Франческо, който ѝ отказва гостоприемство.

### Живот през XVI век
През март 1500 г. Елизабета заминава за Рим за юбилея и отсяда в дома на Савели, както и в Марино при етърва си Аниезина и съпруга ѝ Фабрицио Колона.
На 16 януари 1502 г. тя приветства сватбеното шествие на Лукреция Борджия в Губио: през предходните месеци херцогинята е много притеснена от посещението на дъщерята на папата, свикнала с римския разкош, и по изричното искане на Александър VI я придружава до Ферара. На 1 февруари 1502 г. в Малалберго Изабела д’Есте се присъединява към сватбеното шествие, което влиза в града на следващия ден. Лукреция, Изабела и Елизабета по време на празненствата са в центъра на вниманието: месеци по-късно в различните дворове се коментират роклите и шапките им.
През март 1502 г Изабела и Елизабета отиват във Венеция, който Елизабета обявява за по-красив от Рим. С тях са Емилия Пио, маркиза на Котроне, и брат ѝ Сиджизмондо Гонзага.

### Първо бягство от Урбино
През юни 1502 г. Елизабета и Изабела д'Есте търсят облекчение от жегата в двореца Порто Мантовано в Мантуа. Когато Чезаре Борджия окупира Урбино на 21 юни 1502 г., обръщайки съпруга ѝ Гуидобалдо да Монтефелтро в бягство, той се присъединява към тях. След това папата и самият Чезаре излагат идеята за разтрогване на брака им, за който се знае, че не е консумиран, искайки херцога да стане свещеник, а херцогинята да се омъжи повторно. Херцозите се противопоставят и през септември бягат във Венеция.
Сиджизмондо Гонзага, който посещава сестра си през декември, я намира за много разтревожена от липсата на новини от съпруга ѝ Гуидубалдо и от липсата на пари. В края на януари 1503 г. обаче съпругът ѝ се завръща във Венеция. Елизабета остава там и след август 1503 г., т.е. след като съпругът ѝ отново завоюва херцогството. На 15 ноември тя тръгва от Венеция по море до Равена и оттам на кон до Урбино, където пристига в началото на декември.
Гуидубалдо, назначен за генерален командир на папската армия, често е далеч от Урбино и Елизабета управлява държавата. Близкото приятелство между Изабела и Елизабета, между Мантуа и Урбино, спомага за стабилния обмен на любопитни и ценни предмети, литературни произведения и художници между двата двора. Балдасаре Кастильоне напр. преминава от службата на Гонзага към тази на Монтефелтро през май-юни 1504 г.
През 1504 г. Гуодобалдо осиновява племенника си Франческо Мария I дела Ровере, който през 1508 г. под регентството на Елизабета става херцог на Урбино. През февруари 1505 г. е сключен брачният договор между Франческо и Елеонора Гонзага: Елизабета разчита на този брак, за да издейства кардиналския пост за брат си Сиджизмондо.
На 20 август 1506 г. тя моли Изабела д'Есте да предостави декорации за следващото посещение на папа Юлий II, който е в Урбино на 25 септември и остава там и при завръщането си от завладяването на Болоня.

### Вдовица, второ бягство от Урбино и смърт
На 11 април 1508 г. Елизабета губи съпруга си Гуидобалдо от болест. Той ѝ оставя 14 хил. дуката в допълнение към зестрата ѝ, а Балдасаре Кастильоне оценява общото наследство на 32 хил. дуката. Тя успява да продължи да живее в двора на Урбино като майка херцогиня: нейната племенница Елеонора Гонзага се омъжва през 1509 г. за новия херцог на Урбино Франческо Мария I дела Ровере, който освен това изпитва голяма привързаност към Елизабета, понеже е бил осиновен от съпруга ѝ.
През ноември 1509 г. Елизабета и маркиза Емилия Пио отиват в Мантуа, за да вземат Елеонора Гонзага. През януари 1510 г. тя отново пътува с Елеонора и Франческо Мария I до Рим: папата, който желае тържествено да потвърди отново брака им, ги посреща разкошно и Елизабета се възползва от възможността да го помоли да помогне за освобождаването на брат ѝ Франческо II Гонзага, затворник от венецианците.
Елизабета става свидетел на особено сериозното влошаване на отношенията между Франческо Мария I дела Ровере и папа Юлий II. През април 1516 г. папа Лъв X обвинява херцога на Урбино в престъпление и му нарежда да се яви в Рим, за да се оправдае. Вместо това херцогът изпраща Елизабета, за която вярва, че се радва на по-голям престиж пред папата, но мисията не дава желания резултат.
На 7 юни Елизабета и Елеонора Гонзага отиват в Мантуа и веднага трябва да започнат да продават своите сребърни прибори. Елизабета остава в Мантуа през цялата 1517 г. През юни 1518 г., заедно с Изабела и Елеонора, тя отива във Венеция, за да присъства на процесията Корпус Домини: Франческо Мария I дела Ровере се присъединява към тях инкогнито и ги придружава обратно в Мантуа.
През март 1519 г. брат ѝ маркиз Франческо II Гонзага умира: в завещанието си той оставя инструкции за завещание от 6000 дуката годишно на херцога и на херцогините на Урбино, за да осигурява издръжката им по време на изгнанието.
През май 1520 г. Елизабета отново е във Венеция с Елеонора за празника на Възнесението. През есента на същата година Изабела д’Есте решава да се установи в стария двор и така херцозите на Урбино са принудени да се преместят в двореца на своите прачичовци Лудовико, Федерико и Пиро Гонзага.
През 1521 г. Франческо Мария I Дела Ровере напуска Мантуа: съюзът между маркиз Федерико II Гонзага и папата е направил престоя му невъзможен и приемането като гостенки на Елеонора и Елизабета (които посещават манастири и църкви, молейки се за завръщане в Урбино) става трудно. Накрая, през декември 1521 г. Дела Ровере се завръща в своето херцогство и херцогините се присъединяват към него.
През октомври 1525 г. Елизабета се разболява и е пощадена от новината за смъртта на брат ѝ кардинал Сиджизмондо. Умира на 31 януари 1526 г. в Урбино на 54-годишна възраст. Погребана е в църквата „Сан Бернардино“.

## Елизабета в културата
Именно в присъствието на Елизабета Гонзага се провеждат диалозите, разказани в трактата „Придворният“ (1528) на Балдасаре Кастильоне. В тази важна творба Елизабета Гонзага, починала две години по-рано, е описана като една от най-културните и изискани благороднички на времето.
Съвременниците единодушно я обявяват за красива: нейният портрет, запазен в Галерия „Уфици“ (Флоренция), показва жена с правилни черти, с много високо чело, върху което се откроява онова „S“, което е обект на обсъждане в „Придворния“. Портретът се приписва на Рафаело Санцио, който го е нарисувал около 1504 г.
Портрет на Елизабета се намира и на заглавната страница на ръкопис в Националната библиотека в Париж, който съдържа стихотворение, посветено на нея от поет, наречен Пупило, и той я възхвалява като тази, която е въвела Монти ди Пиетà в Херцогство Урбино. Монти ди Пиетà е финансова институция с нестопанска цел от късносредновековен произход, възникнала в Италия през втората половина на XV век по инициатива на някои францискански монаси, с цел отпускане на малки заеми (микрокредити) при изгодни условия в сравнение с тези на пазар.
Изображение в профил на Елизабета е намерено и на медал, приписван на Джан Кристофоро Романо – творец, много ценен в двора на Урбино.

### Други
- Elizabetta Gonzaga at the Brooklyn Museum 'Dinner Party' database of notable women.
- Della Rovere family, на http://www.genealogy.euweb.cz/